# كريس جونز (سياسي)
كريس جونز (بالإنجليزية: Chris Jones)‏ هو سياسي أمريكي، ولد في 23 يونيو 1958 في سوفولك في المملكة المتحدة. حزبياً، نشط في الحزب الجمهوري. وقد انتخب عضو مجلس نواب فرجينيا (1998 – ).

## وصلات خارجية
- الموقع الرسمي